# Blattella teressensis
Blattella teressensis är en kackerlacksart som beskrevs av Roth, L. M. 1985. Blattella teressensis ingår i släktet Blattella och familjen småkackerlackor. Inga underarter finns listade.